# Jeux panaméricains de 2023
Navigation
Édition précédente Édition suivante
Les Jeux panaméricains de 2023, 19e édition des Jeux panaméricains, se déroulent à Santiago du Chili entre le 20 octobre au 5 novembre 2023.

## Candidature
Jusqu'à présent, certaines villes ont confirmé leur candidature pour accueillir les jeux, tandis que d'autres ont manifesté leur intérêt.
- Santiago : Le président du Comité olympique chilien a déclaré la ville chercherait à accueillir les Jeux panaméricains de 2023 après cette perte à Lima pour les jeux de 2019. Il a promis que l'héritage des Jeux de 2014 d'Amérique du Sud avec une nouvelle infrastructure serait utilisée. Il a également promis d'examiner les erreurs de dernière enchère pour atteindre l'hôte. Santiago a été élu deux fois comme ville hôte en 1975 et 1987[1].

## Candidatures annulées
- Mar del Plata : Le maire Gustavo Pulti dit qu' « il est une étape très importante dans la main de présentation du projet du président de la Chambre des députés, Julian Dominguez. Ce riche histoire a Mar del Plata mérite de nouveaux défis et la nomination de Mar del Plata pour les 2023 Jeux panaméricains est l'un d'entre eux ". Mar del Plata et organisé en Jeux panaméricains de 1995[2]. Cependant, 21 avril, 2017, président Gerardo Werthein COA a annoncé qu'ils retireront la candidature de Buenos Aires pour ces Jeux pour des raisons budgétaires, ajoutant que la ville désignera un autre candidat pour l'édition 2027[3].
- Rosario : Après le succès du Dakar et la nomination pour les Jeux de 2019, perdant à la ville de La Punta (San Luis), la ville cherche une nouvelle opportunité. "Il y a 15 ans, c'était impensable », a déclaré Fein maire. La ville chercherait à organiser l'événement sportif et donc progresser de 20 ans de développement stratégique[4].
- San Juan : La capitale de Puerto Rico vise à organiser les Jeux panaméricains en 2023. Le gouverneur Alejandro García Padilla avec le président du Comité olympique de Puerto Rico et de sport secrétaire ont annoncé qu'ils allaient investir 400 millions de dollars dans de nouvelles infrastructures. San Juan et a organisé les Jeux panaméricains de 1979[5].
- Cali : Cali maire Rodrigo Guerrero gère à nouveau la ville hôte des Jeux panaméricains en 2023. La ville colombienne de Cali a accueilli les Jeux panaméricains de 1971[6].
- Medellín : Pour le directeur de la Fédération colombienne de cyclisme Jorge Ovidio González et le leader du sport Julio Roberto Gomez, président de DIM et membre du Comité olympique colombien, cet événement est la solution idéale pour Medellin pas arrêter à la perte d'information siège de la jeunesse olympique[7].
- Bogotá : Le président du Comité olympique colombien, Baltazar Medina, a déclaré Bogota souhaitent demander d'accueillir les Jeux panaméricains de 2023[8].

## Organisation

### Site des compétitions
- Stade National Julio Martínez Prádanos

## Compétition

### Nations participantes
Les 40 nations de l'Organisation sportive panaméricaine participent aux Jeux panaméricains de 2023.
Le 41e comité national est le Guatemala, dont le CNO a toutefois été suspendu et dont les athlètes ont concouru en tant qu'athlètes individuels PASO.
- Antigua-et-Barbuda
- Argentine
- Aruba
- Bahamas
- Barbade
- Belize
- Bermudes
- Bolivie
- Brésil
- Canada
- Chili
- Colombie
- Costa Rica
- Cuba
- Dominique
- Équateur
- États-Unis
- Salvador
- Grenade
- Guyana
- Haïti
- Honduras
- Îles Caïmans
- Îles Vierges britanniques
- Îles Vierges des États-Unis
- Jamaïque
- Mexique
- Nicaragua
- Panama
- Paraguay
- Pérou
- Porto Rico
- République dominicaine
- Sainte-Lucie
- Saint-Christophe-et-Niévès
- Saint-Vincent-et-les-Grenadines
- Suriname
- Trinité-et-Tobago
- Uruguay
- Venezuela

### Sports
Aux Jeux panaméricains de Santiago 2023, un total de 38 sports et 57 disciplines seront joués
| - Athlétisme - Aviron - Badminton - Baseball - Basket-ball - Beach-volley - Bowling - Canoë - Course en ligne - Slalom - Cyclisme - BMX - Cyclisme sur route - Cyclisme sur piste - VTT - Équitation - Dressage - Eventing - Saut d'obstacles - Escalade Sportive | - Escrime - Football - Golf - Gymnastique - Gymnastique artistique - Gymnastique rythmique - Trampoline - Haltérophilie - Handball (en) - Hockey sur gazon - Judo - Karate - Lutte - Sports aquatiques - Natation - Natation synchronisée - Natation en Eau Libre - Plongeon - Water-polo - Pentathlon moderne | - Racquetball - Roller - Patin à roulettes artistique - Patinage de vitesse en ligne - Skateboarding - Rugby à 7 - Ski nautique - Softball - Squash - Surf - Taekwondo - Tennis de table - Tennis - Tir sportif - Tir à l'arc - Triathlon - Volley-ball |

## Aspects socio-économiques

### Parraineurs officiels
- Antofagasta Minerals
- Mitsubishi Motors

### Partenaires précieux
- Atos

### Fier supporter
- Michelob Ultra
- Molten
- Vinos Casillero del Diablo
- Astara Retail

### Fournisseur officiel
- ADN Radio Chile
- Agua Cachantun
- Gatorade
- PF Alimentos Chile

### Supporter officiel
- Red Bull

### Partenaire institutionnel
- Marca Chile
- Service National d'invalidité Chili
- Service National Chilien du tourisme

### Hôtel familial
- Sheraton Hotels & Resorts